# Посланичка група
Парламентарна група, парламентарна странка (парламентарна партија) или посланички клуб, је група која се састоји од чланова исте политичке странке или изборне фузије странака у законодавном парламенту као што је скупштина или скупштина општине.
Посланичке групе могу бирати скупштинског вођу; такве вође су често важни политички играчи. Посланичке групе често користе страначку дисциплину да контролишу гласове својих чланова.
Неки парламентарни системи дозвољавају мањим политичким странкама, које нису довољно бројне да формирају парламентарне групе у своја имена, да се удруже са другим странкама различитих идеологија (или са независним политичарима) како би искористиле права или привилегије које се дају само формално признатим групама. Такве групе се називају техничке групе.